# Gesäters landskommun
Gesäters landskommun var en tidigare kommun i Älvsborgs län.

## Administrativ historik
Kommunen inrättades i Gesäters socken i Vedbo härad i Dalsland när 1862 års kommunalförordningar trädde i kraft den 1 januari 1863.
Vid kommunreformen 1952 uppgick den i Dals-Eds landskommun som 1971 ombildades till Dals-Eds kommun.